# طوكيو ديزني لاند

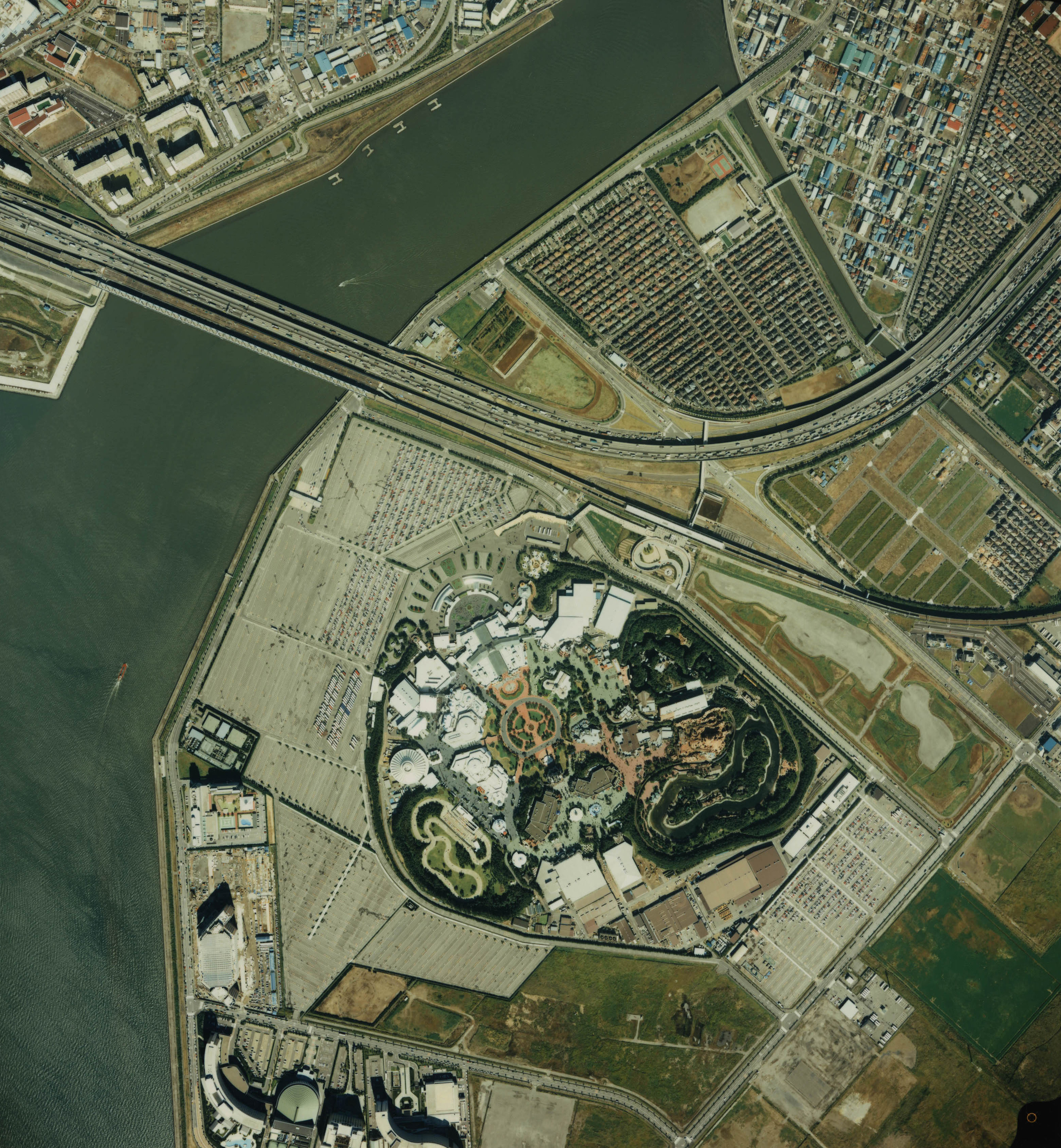
صورة طوكيو ديزني لاند من الجو

قلعة سندريلا في طوكيو ديزني لاند

طوكيو ديزني لاند أو طوكيو ديزوني راندو (باليابانية: 東京ディズニーランド) هي مدينة ملاهي تقع في منتجع طوكيو ديزني، في أوراياسو، تشيبا، اليابان. كانت طوكيو ديزني لاند هي أول حديقة ديزني تبنى خارج الولايات المتحدة الأمريكية، افتتحت في 15 أبريل 1983. تم إنشاء طوكيو ديزني لاند على نسق ديزني لاند في كاليفورنيا ومملكة السحر في فلوريدا.
يملك طوكيو ديزني لاند شركة ذا أورينت لاند، بترخيص من شركة والت ديزني، وهي بالترافق مع جارتها طوكيو ديزني سي حديقتا ديزني الوحيدة التي لا تملكها شركة والت ديزني. تتميز ديزني لاند طوكيو برحابة مساحاتها لاستقبال أعداد كبيرة من الزوار يومياً حيث قُدِر عدد زوار طوكيو ديزني لاند في عام 2007 ما يقارب 13.9 مليون زائر.
يوجد في طوكيو ديزني لاند سبعة مناطق مختلفة، البازار العالمي، بالإضافة إلى أراضي ديزني التقليدية الأربعة: أرض المغامرة وأرض الغرب وأرض الخيال وأرض الغد، واثنين من الأراضي الصغيرة: بلد المخلوق وميكي تونتاون. العديد من هذه المناطق تعكس تلك الموجودة في ديزني لاند الأصلية لأنها تستند إلى أفلام ديزني الأمريكية.

## التاريخ
تم التوقيع على العقد الأولي لبناء ديزني لاند في محافظة تشيبا في أبريل 1979. زار المهندسون والمهندسون المعماريون اليابانيون كاليفورنيا للقيام بجولة في ديزني لاند والاستعداد لبناء الحديقة الجديدة. بدأ البناء في المتنزه بعد سنة وتم تغطيته من قبل مئات المراسلين كمؤشر عال من التوقعات للحديقة في المستقبل. كانت التكلفة النهائية لطوكيو ديزني لاند 180 مليار ين بدلا من المتوقع 100 مليار ين.
في 28 فبراير 2020، أعلنت ديزني إغلاق مؤقت لطوكيو ديزني لاند وديزني سي من 29 فبراير لمكافحة وباء COVID-19. تم تمديد الإغلاق، الذي كان من المقرر أصلا أن ينتهي في منتصف مارس، مرتين في وقت لاحق، وكان آخر تمديد حتى 1 يوليو 2020.

## الحضور
| 2012       | 2013       | 2014       | 2015       | 2016       | 2017       | 2018       | 2019       |
| ---------- | ---------- | ---------- | ---------- | ---------- | ---------- | ---------- | ---------- |
| 14,847,000 | 17,214,000 | 17,300,000 | 16,600,000 | 16,540,000 | 16,600,000 | 17,907,000 | 17,910,000 |

## المستقبل
منذ افتتاح الحديقة في عام 1983، كان منتجع ديزني طوكيو بانتظام أحد أكثر منتجعات ديزني ربحية. وبحلول عام 1994، دخل أكثر من 149 مليون شخص من بوابات طوكيو ديزني لاند، أي أكثر من مجموع سكان اليابان البالغ عددهم 127.6 مليون نسمة في ذلك الوقت. في 1996، وُظِف 12,390 شخص مما جعل ديزني لاند طوكيو أكبر مكان عمل في اليابان. تكهنّ الكثير أنّ ديزني لاند طوكيو نجحت اقتصاديا بسبب التوقيت والموقع، تقع مدينة الملاهي في منطقة حضرية تعداد سكانها 30 مليون نسمة، وافتتحت في ذروة الاقتصاد المزدهر حيث أراد المواطنون الذين يعملون بجد الهروب من الواقع.
تنص ديزني لاند طوكيو على أن واحدا من أهدافها الرئيسية هو تحسين الحديقة والتنويع خارج حدود حدائق ديزني المحلية. ولقد أضافت طوكيو ديزني لاند مؤخرا هوية وطنية داخل الحدائق من خلال إضافة مناطق للجذب السياحي مع الصفات اليابانية بشكل واضح. تعرض قلعة سندريلا شخصية ديزني وقصة المؤامرة من خلال عيون اليابانيين. بينما تهيمن عليها أساطير ديزني، ماستومو تاكاهاشي، الرئيس السابق لشركة الأراضي الشرقية، يذكر هذا النمو والتنمية كأحد أهدافها الرئيسية: «يجب علينا ألا نكرر فقط ما نتلقاه من ديزني. وأنا مقتنع بأنه يجب علينا المساهمة في التبادل الثقافي بين اليابان والولايات المتحدة الأمريكية».

## الحدائق

### البازار العالمي
البازار العالمي هو ممر الدخول الرئيسي ومنطقة التسوق الرئيسية في طوكيو ديزني لاند. على الرغم من استخدام كلمة «العالم» في الاسم، فإن المظهر العام وموضوع البازار العالمي هو عالم أمريكا في أوائل القرن العشرين، ويطابق «الشارع الرئيسي، الولايات المتحدة الأمريكية» حدائق المملكة السحرية الأخرى. يتكون البازار العالمي من شارعين متقاطعين: الشارع الرئيسي (الممر الرئيسي الذي يمتد من المدخل الرئيسي نحو قلعة سندريلا)، وشارع الوسط الذي يشكل خطًا عموديًا مع الشارع الرئيسي ويؤدي إلى أرض المغامرة في اتجاه وأرض الغد في الاتجاه الآخر. يحتوي البازار العالمي على مظلة دائمة تغطي مناطق الشارع الرئيسي وشارع المركز، مصممة لحماية الضيوف من العناصر.

### أرض المغامرة
تتكون أرض المغامرة من منطقتين متميزتين ومكملتين: منطقة بعنوان «نيو أورلينز» ومنطقة «الغابة». المنطقة مزيج مقارب لساحة نيو اورليانز ومنطقة أرض المغامرة التي توجد في حديقة ديزني لاند في الولايات المتحدة.

### أرض الغرب
أرض الغرب هي منطقة ذات طابع الغرب القديم. مثل نظيراتها، يهيمن على المنطقة جبل الرعد الكبير، وهو جبل على غرار وادي النصب التذكاري يحيط به أفعوانية قطار الألغام، وأنهار أمريكا، وهو ممر مائي من صنع الإنسان وموطن لقارب نهر مارك توين وجزيرة توم سوير والعديد من الحيوانات الحية والإلكترونية.

### بلد المخلوق
بلد المخلوق هي منطقة صغيرة من الحديقة ويهيمن عليها عنصر جذب رئيسي واحد، سبلاش ماونتن.

### أرض الغد
كما هو الحال مع غيره من متنزهات ديزني في العصر الحديث، تتخلى طوكيو ديزني لاند عن رؤية واقعية للمستقبل وبدلا من ذلك تتبنى ملامح مواضيع الخيال العلمي. معماريا، تستعير الكثير من نسخة 1971-1993 لأرض الغد في فلوريدا. وتشمل الجولات جبل الفضاء وجولات النجوم – المغامرة تكتمل ولايتيير بظ.
تم افتتاح رحلة سيارة دوارة تحمل اسم «الرحلة السعيدة مع بايماكس» في سبتمبر 2020 كجزء من أكبر توسع في مدينة الملاهي. الرحلة هي أول لجذب ديزني على أساس فيلم الأبطال الستة. افتتح أيضا في نفس اليوم متجر فشار جديد على غرار الفضاء اسمه البوب الكبير.

## معرض صور

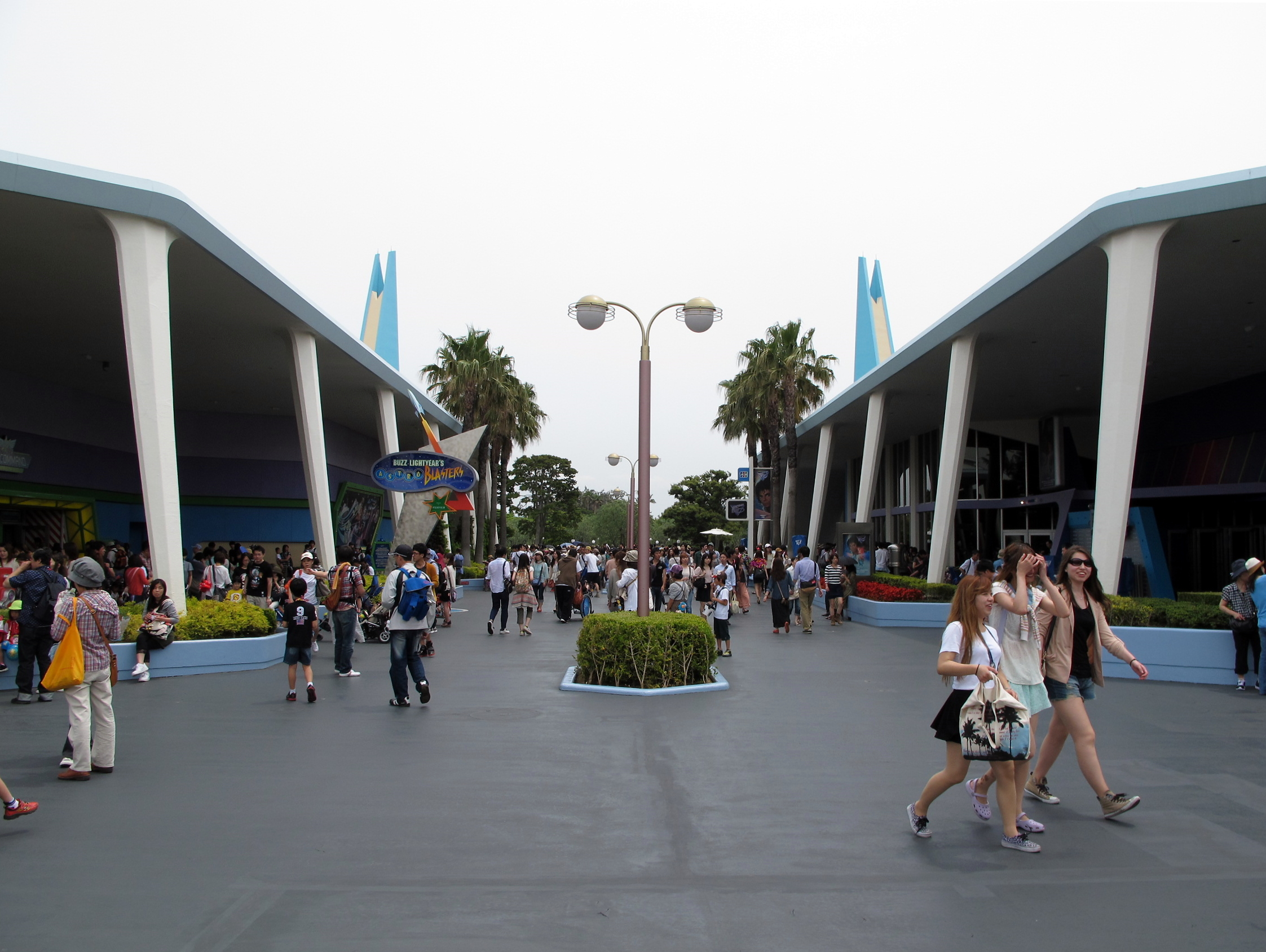
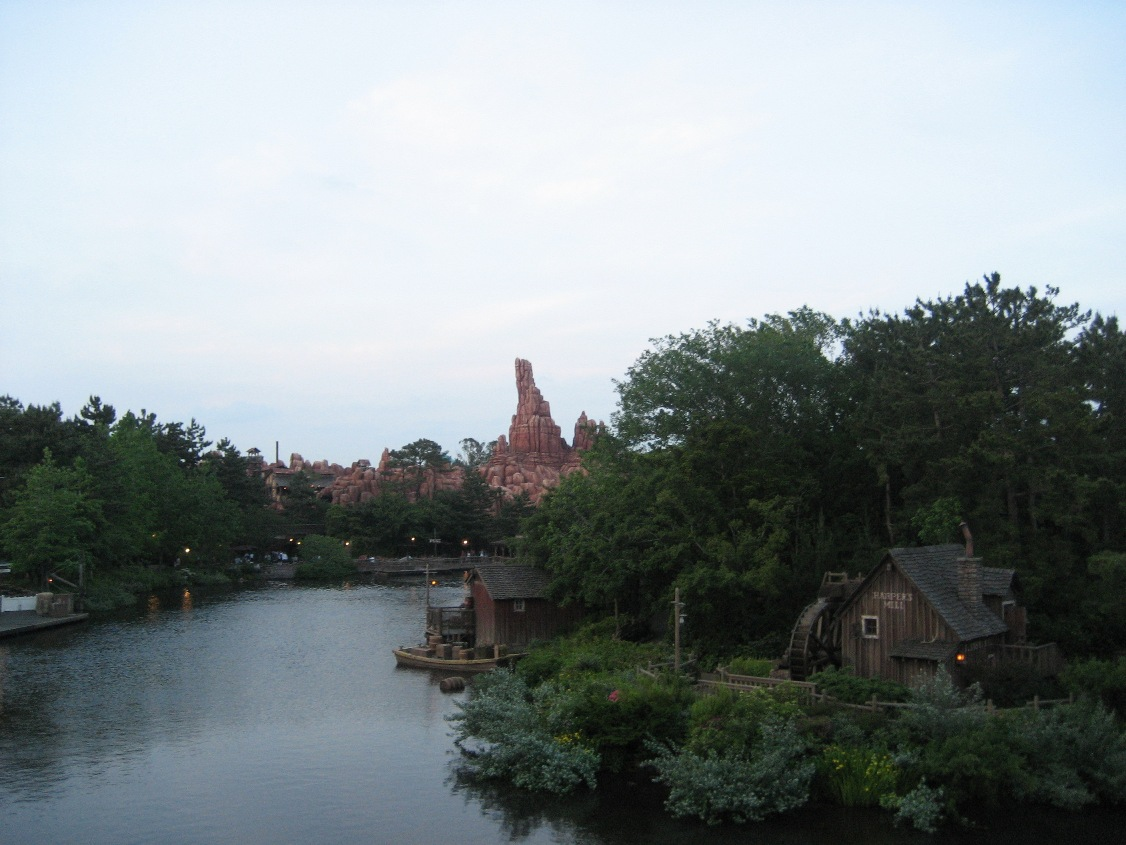
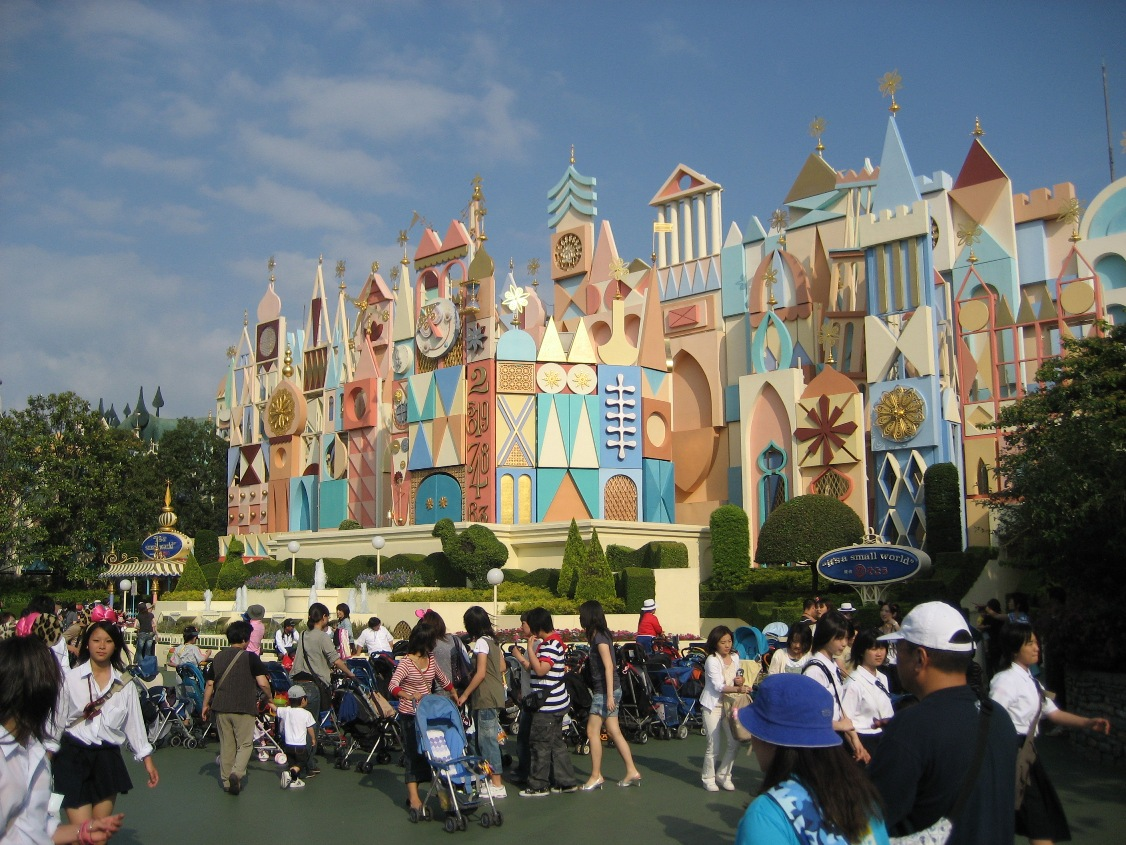

## الحوادث
قائمة الحوادث في منتجع ديزني طوكيو

## وصلات خارجية
- موقع طوكيو ديزني لاند باللغة الإنكليزية
- موقع طوكيو ديزني لاند باللغة اليابانية